# Crotalaria variegata
Crotalaria variegata är en ärtväxtart som beskrevs av John Gilbert Baker. Crotalaria variegata ingår i släktet sunnhampor, och familjen ärtväxter. Inga underarter finns listade i Catalogue of Life.